# Cuốn chiếu
Cuốn chiếu, hay đơn giản là chiếu là các động vật chân khớp thuộc lớp Chân kép (tên khoa học Diplopoda), phân ngành Nhiều chân. Nó được gọi là lớp Chân kép vì các loài cuốn chiếu đều có hai cặp chân trong mỗi đốt, ngoại trừ đốt đầu tiên nằm sau phần đầu không có chân). Hiện tượng này có nguyên do vì mỗi "đoạn" của cuốn chiếu là do hai đốt nhập lại mà thành. Phần lớn các loài cuốn chiếu có cơ thể gần như hình ống tuýp tròn, mặc dù một số loài có thân hình dẹp theo mặt bụng-lưng, trong khi đó các loài cuốn chiếu thuộc siêu bộ Sâu đá (Oniscomorpha) có chiều dài rất ngắn và khi cuộn tròn cơ thể thì trông như một quả bóng, giống như các loài mọt ẩm (Armadillidiidae).
Tên "cuốn chiếu" trong tiếng Việt xuất phát từ tập tính cuộn tròn cơ thể của nhóm sinh vật này, giống như khi người ta cuốn một chiếc chiếu. Một số địa phương còn gọi cuốn chiếu là "con trăm chân".
Trong tiếng Anh và một số ngôn ngữ khác, cuốn chiếu được gọi là millipede (bắt nguồn từ tiếng La Tinh mille "một nghìn" và pes "chân"), mặc dù chưa có loài cuốn chiếu nào được phát hiện có số lượng chân đạt đến 1000 cái, cho đến khi loài Eumillipes persephone được phát hiện gần đây với hơn 1300 cái, phá vỡ kỷ lục động vật nhiều chân nhất trước đó của Illacme plenipes với 750 cái. Thông thường, số chân cuốn chiếu dao động trong khoảng 40-400 chân. Trên thế giới hiện có khoảng 10.000 loài cuốn chiếu phân làm 13 bộ và 115 họ, mặc dù các ước tính cho rằng đây chỉ là một phần nhỏ trong số tổng loài cuốn chiếu trên thế giới. Loài cuốn chiếu khổng lồ châu Phi Archispirostreptus gigas là loài cuốn chiếu lớn nhất trên thế giới.
Cuốn chiếu là các động vật ăn vụn hữu cơ. Phần lớn chúng ăn các lá cây khô mục và các phần khô mục khác của thực vật, khi ăn chúng dùng nước bọt làm ẩm và mềm các thức ăn sau đó cắn nhai bằng hàm cặp. Đôi khi, cuốn chiếu có thể gây hại cho cây trồng, nhất là cây trồng trong các nhà kính, khi chúng ăn các cây con mới nảy mầm. Dấu hiệu của sự phá hại của cuốn chiếu là các lớp vỏ ngoài cây non bị bong tróc cùng những thương tổn bất quy tắc trên ngọn cây.
Cuốn chiếu có thể dễ dàng được phân biệt với rết, những loài cũng nằm trong phân ngành Nhiều chân, nhưng thuộc lớp Chân môi, có họ hàng xa và ngoại hình khá giống với cuốn chiếu. Trong khi cuốn chiếu di chuyển khá chậm chạp, và ăn lá cây mục, rết di chuyển rất nhanh, và là các loài có độc, chuyên ăn thịt, và chỉ có một cặp chân trên mỗi đốt.

## Tiến hóa
Cuốn chiếu được cho là những loài động vật đầu tiên sinh sống trên đất liền trong kỷ Silur. Thức ăn của các loài cuốn chiếu sơ khai này có lẽ là rêu và các loài thực vật có mạch nguyên thủy. Loài cuốn chiếu cổ xưa nhất từng được biết đến, Pneumodesmus newmani, sống cách đây 428 triệu năm và có chiều dài 1 xentimét (0,39 in). Trong kỷ Than đá sớm, (340  -  280 triệu năm về trước), Arthropleura trở thành loài động vật không xương sống lớn nhất từng tồn tại trên trái đất, với chiều dài lên tới 2,6 mét (8 ft 6 in).

## Đặc điểm

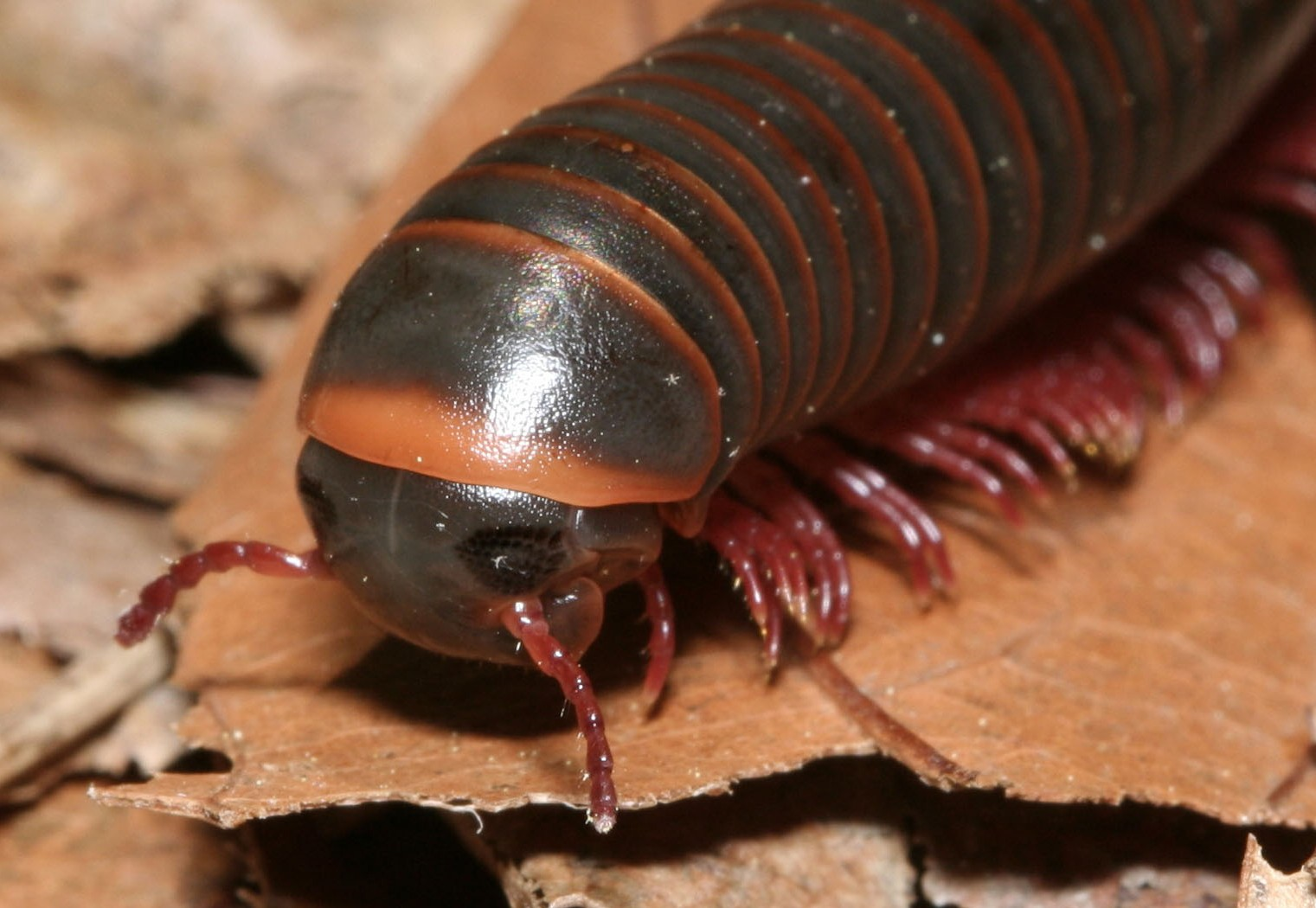
Hình chụp phần đầu và mắt loài cuốn chiếu Bắc Mỹ Narceus americanus.

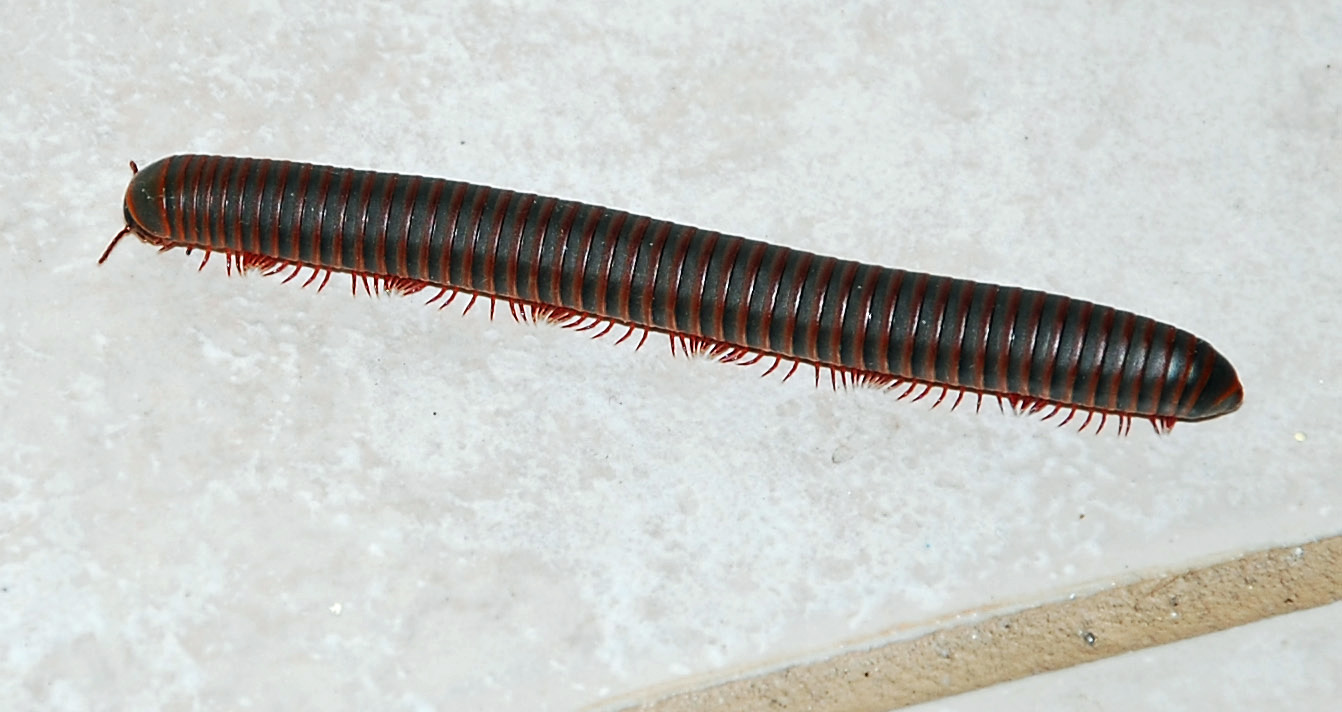
Hình chụp loài Narceus americanus cho thấy các "gợn sóng" do vị trí của các chân khi di chuyển.

Chiều dài của cuốn chiếu dao động trong khoảng rất lớn, có thể từ 2 đến 280 milimét (0,079 đến 11,024 in), và có thể có từ 11 đến hơn 100 đốt. Nhìn chung chúng có màu nâu hay đen mặc dù một số loài mang màu sắc khá sặc sỡ.
Đặc điểm nổi bật nhất của cuốn chiếu là số lượng chân cực kì lớn. Trên thực tế cuốn chiếu là nhóm động vật nhiều chân nhất thế giới, với loài Illacme plenipes đứng đầu bảng với 750 cái. Số lượng chân lớn khiến các loài cuốn chiếu di chuyển chậm nhưng có sức đào bới rất khỏe. Với các chân và cả cơ thể di chuyển theo dạng sóng, cuốn chiếu có thể dễ dàng chui đầu xuống dưới đất sâu. Chúng cũng có khả năng "xây dựng" khá tốt, thể hiện trong việc củng cố các hang đào bằng các vật liệu sẵn có chung quanh. Cơ thể cuốn chiếu phân làm nhiều đốt và vì vậy chúng di chuyển theo dạng sóng, về phía trước và có thể cả về phía sau.
Phần đầu của cuốn chiếu thường có dạng tròn ở mặt trên và dẹt ở mặt dưới, phần dưới của đầu cũng mang hàm nhai rất lớn. Cơ thể có hình dạng ống tuýp tròn hay dẹt, với một tấm làm bằng chitin ở lưng, mỗi tấm ở một bên hông, và 2 hay 3 tấm ở mặt bụng. Nhiều loài cuốn chiếu có các tấm này hòa lẫn với nhau ở các mức độ khác nhau, đôi khi hợp nhất lại thành một vòng hình nhẫn. Các tấm này rất cứng và được tích hợp các muối calci trong thành phần hóa học. Do không có các lớp chống thoát nước dạng sáp, cuốn chiếu dễ mất nước qua da và phải dành phần lớn thời gian chui rúc trong đất ẩm hay ở những nơi có không khí ẩm.
Trái với rết hay các động vật có cấu tạo tương tự khác, mỗi đốt của cuốn chiếu có 2 cặp chân (từ đó hình thành cái tên "chân kép" Diplopoda) chứ không phải 1 cặp. Nguyên do của việc này là, thật ra mỗi "đốt" của cuốn chiếu là do 2 đốt nhập lại với nhau ngay từ hồi giai đoạn bào thai; vì vậy chúng cũng được gọi là các "đốt kép". Một số đốt đầu nằm ngay sau phần đầu không nhập với nhau như vậy: đốt đầu tiên không có chân và được đặt tên là "đốt cổ", các đốt từ 2-4 chỉ có 1 cặp chân mỗi đốt. Đối với một số loài cuốn chiếu, một vài đốt cuối cùng cũng không có chân, và đốt ngay chót cùng của con vật mang một cái trâm.
Cuốn chiếu hô hấp thông qua hai cặp lỗ thở tại mỗi đốt kép. Các lỗ thở này thông với một khoang trong cơ thể và từ đó nối thông với hệ thống khí quản. Tim chạy dọc theo chiều dài cơ thể với một động mạch chủ chạy tới đầu. Cơ quan bài tiết bao gồm một cặp vi quản Malpighi nằm gần phần giữa của ruột.
Đầu cuốn chiếu có một cặp cơ quan cảm giác gọi là cơ quan Tömösváry. Chúng tọa lạc ngay tại phần trước và bên của râu và sắp xếp thành một vòng bầu dục ở gốc râu. Có khả năng cơ quan này được dùng để cảm nhận độ ẩm môi trường và có thể có khả năng cảm thụ các chất hóa học. Mắt của cuốn chiếu là mắt kép, bao gồm nhiều mắt đơn phẳng sắp xếp thành cụm ở trước và hai bên đầu. Nhiều loài cuốn chiếu, bao hàm các loài chuyên sống trong hang đào như Causeyella, có mắt bị tiêu biến khi lớn lên.
Theo Sách Kỷ lục Guinness loài cuốn chiếu châu Phi khổng lồ Archispirostreptus gigas có thể dài tới 38,6 xentimét (15,2 in).

## Khẩu phần
Phần lớn các loài cuốn chiếu có nguồn thức ăn là thực vật, cụ thể là những phần cây, lá mục hoặc trộn lẫn trong đất. Một số loài cuốn chiếu là động vật ăn tạp hay động vật ăn thịt, con mồi của chúng là các loài chân khớp nhỏ như côn trùng, rết hay giun đất. Một số loài cuốn chiếu có phần phụ miệng nhọn như một chiếc kim tiêm, giúp chúng hút dịch quả.
Hệ tiêu hóa của cuốn chiếu có dạng một đường ống đơn giản với hai tuyến nước bọt giúp tiêu hóa thức ăn. Nhiều loài cuốn chiếu dùng nước bọt thấm ướt và làm mềm thức ăn trước khi ăn chúng.

## Sinh sản

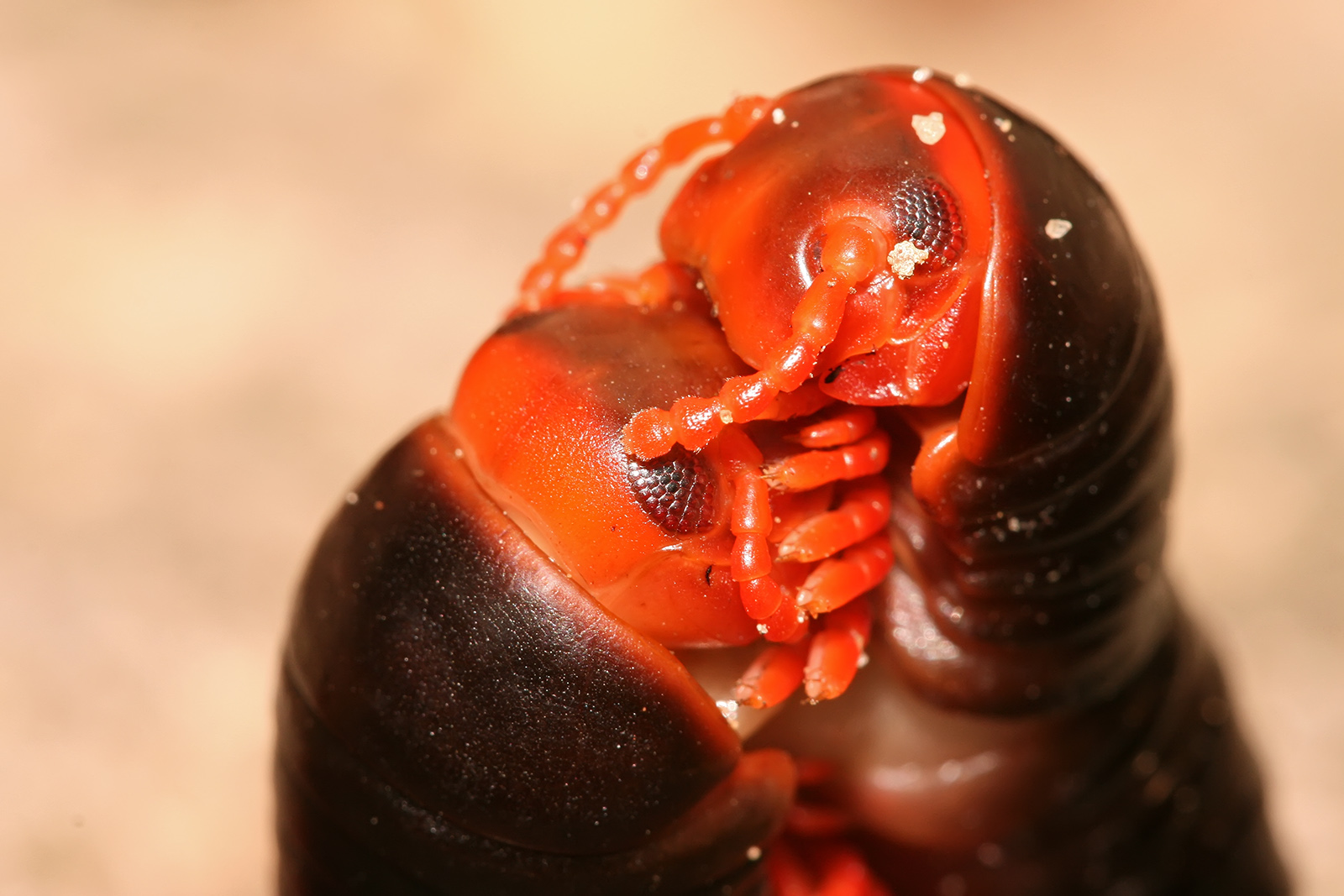
Một cặp Epibolus pulchripes đang giao phối.

Cuốn chiếu đực có thể được phân biệt với cuốn chiếu cái bởi 1 hay 2 cặp chân đặc biệt được biến đổi thành chân giao cấu. Chân giao cấu thường nằm ở đốt thứ 7 và có tác dụng đưa các khối tinh dịch vào cơ thể cuốn chiếu cái trong quá trình giao phối. Một vài loài cuốn chiếu sinh sản đơn tính và trong quần thể có rất ít hoặc không có con đực.
Lỗ sinh dục của cuốn chiều nằm ở đốt thứ 3 và ở con đực, nó thường đi kèm bởi 1 hay 2 dương vật, và chân sinh dục sẽ hứng lấy tinh dịch tiết từ dương vật để đưa vào cơ thể con cái. Lỗ sinh dục ở cuốn chiếu mở vào một khoang gọi là âm hộ - vốn được che phủ bởi một lớp có hình dạng như chiếc mũ trùm đầu, và có chức năng tích trữ tinh dịch nhận được sau khi giao phối. Mỗi lứa cuốn chiếu đẻ chừng 10-300 trứng, tùy theo loài, và trứng được thu tinh ngay khi đẻ bằng tinh trùng tích chứa trong âm hộ. Nhiều loài cuốn chiếu bỏ mặc trứng trên đất ẩm hay các vụn mục hữu cơ, nhưng một số loài khác xây tổ bảo vệ trứng bằng phân khô.
Trứng cuốn chiếu sẽ nở trong vòng vài tuần và cuốn chiếu mới đẻ thường chỉ có 3 cặp chân, theo sau đó là 4 đốt không chân. Khi lớn lên, cuốn chiếu lột xác nhiều lần, sau mỗi lần lột xác thì số đốt và số chân tăng dần lên. Một số loài chỉ lột xác trong các hang đào được chuẩn bị đặc biệt - các hang này cũng là nơi trú ẩn trong mùa khô hạn - và đa số loài sau khi lột xác sẽ ăn luôn phần vỏ cũ. Tuổi thọ cuốn chiếu thường kéo dài từ 1-10 năm, tùy loài.

## Tự vệ

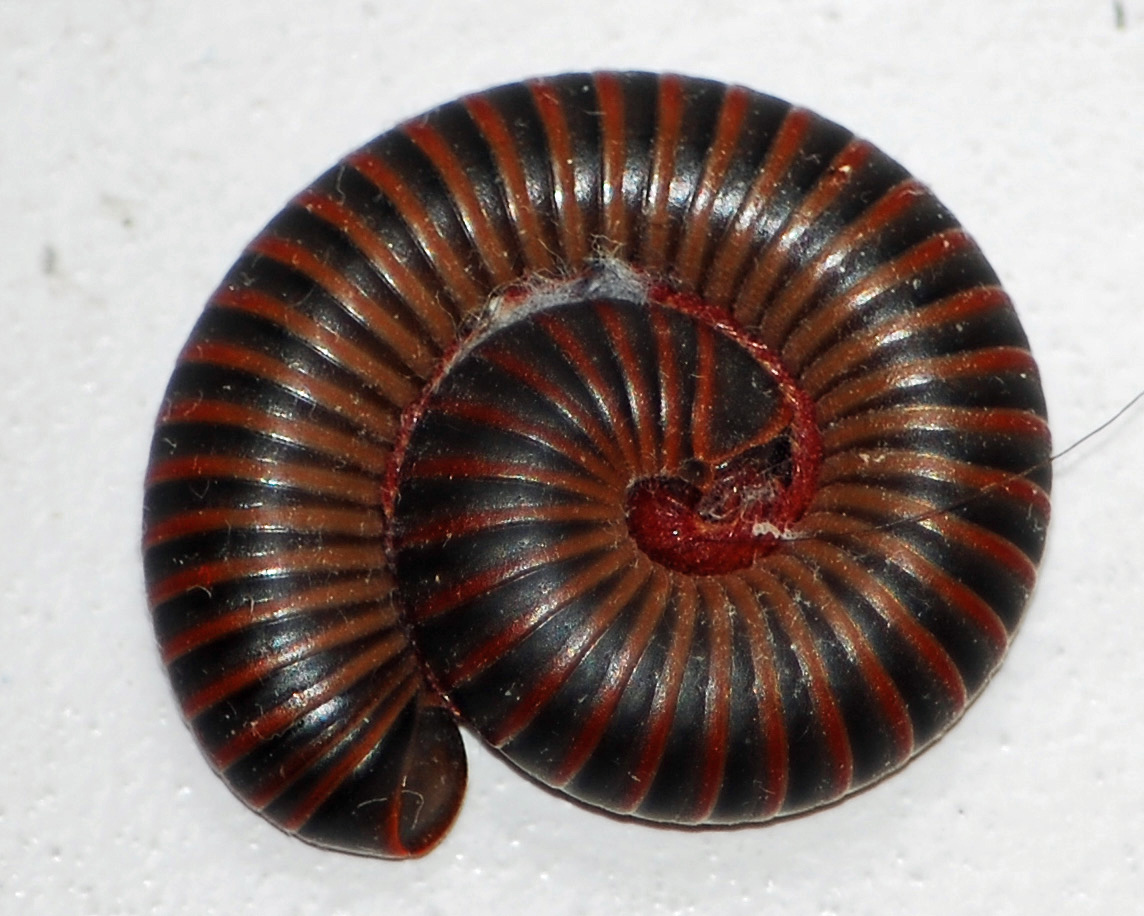
Narceus americanus đang cuộn tròn cơ thể.

Do tốc độ di chuyển chậm và thiếu khả năng cắn, đốt, phương pháp tự vệ chủ yếu của cuốn chiếu là cuộn tròn cơ thể thành hình xoắn ốc nhằm sử dụng lớp vỏ cứng ở mặt lưng bảo vệ phần chân và các phần dễ tổn thương của cơ thể. Nhiều loài cuốn chiếu sở hữu một biện pháp phòng vệ thứ cấp là tiết ra một số chất độc hay khí hydro xyanua thông qua các lỗ siêu nhỏ tại các tuyến tiết mùi thơm dọc theo hai bên cơ thể. Một số chất độc này là các chất ăn da và có thể ăn mòn lớp vỏ của kiến cũng như của nhiều loài côn trùng săn mồi khác, cũng như làm bỏng da và mắt của các loài săn mồi to lớn hơn. Một số động vật như khỉ Capuchin được ghi nhận là đã cọ những con cuốn chiếu lên người để cơ thể được bao phủ lớp chất độc của cuốn chiếu, nhờ đó giúp cho khỉ không bị muỗi đốt. Ít nhất một loài cuốn chiếu là Polyxenus fasciculatus có mang trên mình những chiếc lông cứng để chống lại kiến.
Đối với con người, nọc độc của cuốn chiếu không nguy hiểm. Chúng thường chỉ gây ra những tác động nhỏ, chủ yếu là làm mất màu da. Tuy nhiên một số nọc độc mạnh hơn có thể gây đau nhức, phù, ban đỏ, rộp da, eczema và nứt da. Nếu nọc độc dây vào mắt có thể gây đau mắt hoặc các hệ quả nghiêm trọng hơn như viêm màng kết và viêm giác mạc. Các biện pháp sơ cứu bao gồm rửa sạch nơi nhiễm độc bằng nước, sau đó là làm giảm nhẹ tác động của nọc tại nơi nhiễm.

## Phân loài
Những loài cuốn chiếu hiện còn sống được chia làm 15 bộ trong 3 phân lớp. Phân lớp cơ sở Penicillata bao hàm 160 loài có bộ xương ngoài chưa được calci hóa và được bao phủ bởi lông cứng. Những loài cuốn chiếu khác, theo định nghĩa khắt khe, thuộc về nhóm Chilognatha.
Phân lớp Pentazonia bao hàm các loài sâu đá với thân hình rất ngắn và khi cuộn tròn lại nhìn trông như quả bóng. Phân lớp Helminthomorpha bao hàm phần lớn các loài cuốn chiếu được biết.
Các phân nhóm của cuốn chiếu theo thứ tự phân loài học từ loài cơ sở nhất đến loài tiến hóa cao nhất là:
- Chi cơ sở Eileticus (hóa thạch)

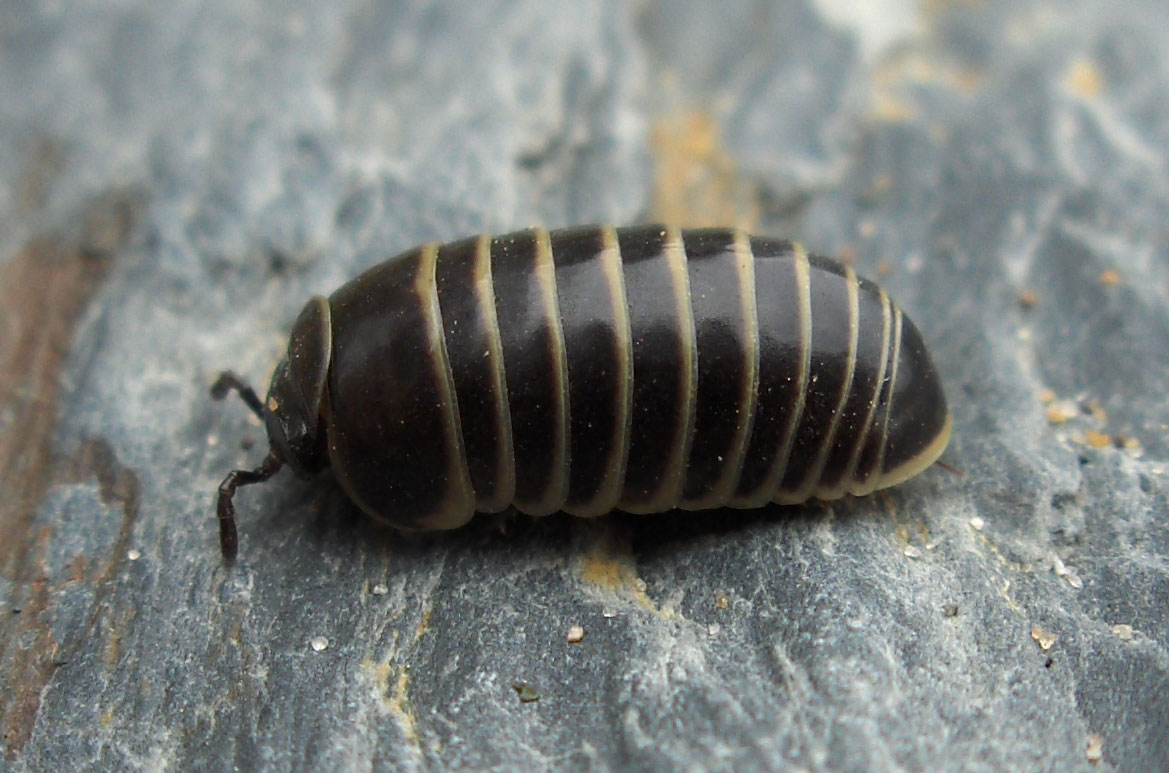
Glomeris marginata, một loài sâu đá châu Âu thuộc bộ Glomerida

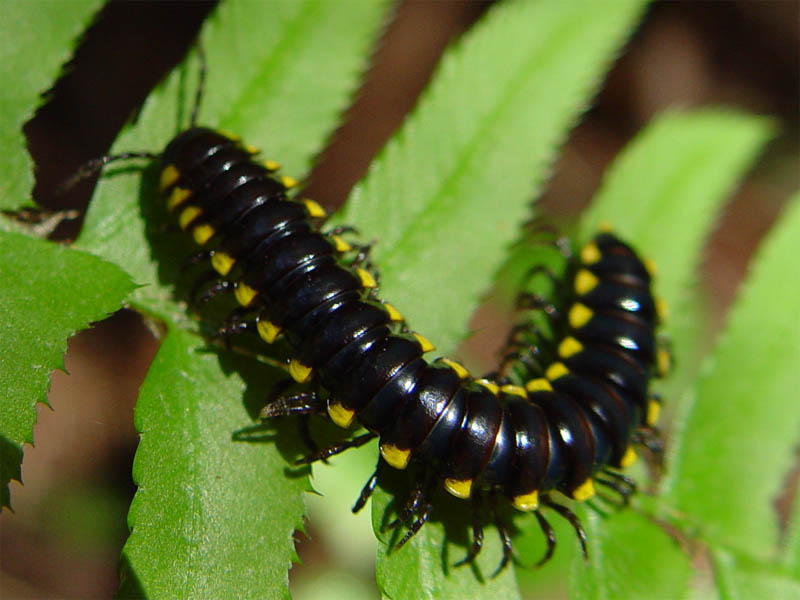
Harpaphe haydeniana, một loài cuốn chiếu thuộc bộ Polydesmida

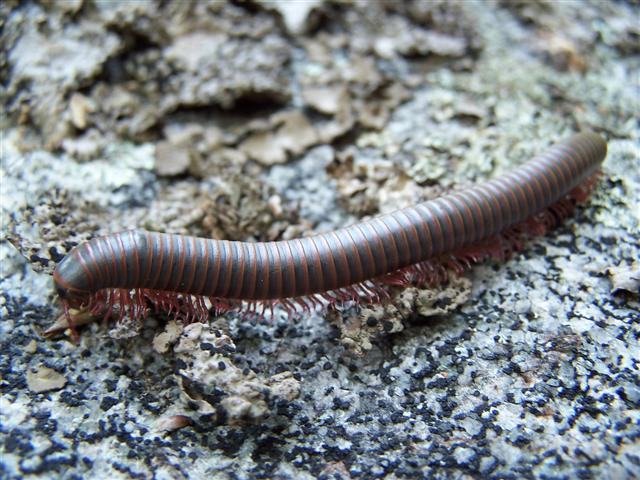
Narceus americanus, một loài cuốn chiếu sống ở châu Mỹ thuộc bộ Spirobolida

- Phân lớp Penicillata Latreille, 1831
  - Bộ Polyxenida Lucas, 1840
- Phân lớp Arthropleuridea (chưa chắc chắn; hóa thạch)
- Phân lớp Zosterogrammida Wilson, 2005 (hóa thạch)
- Phân lớp Pentazonia Brandt, 1833
  - Chi cơ sở Amynilyspes (hóa thạch)
  - Siêu bộ Limacomorpha
    - Bộ Glomeridesmida Latzel, 1884

  - Siêu bộ Oniscomorpha
    - Bộ Glomerida Leach, 1814
    - Bộ Sphaerotheriida Brandt, 1833
      - Family Sphaerotheriidae Koch, 1847
      - Family Sphaeropoeidae Brölemann, 1913
- Phân lớp Archipolypoda Scudder, 1882
- Phân lớp Helminthomorpha Pocock, 1887
  - Siêu bộ Pleurojulida Schneider & Werneburg, 1998 (hóa thạch)
  - Siêu bộ Colobognatha (paraphyletic?)
    - Bộ Polyzoniida Gervais, 1844
    - Bộ Platydesmida DeSaussure, 1860
    - Bộ Siphonocryptida (trước đây thuộc Polyzoniida)
    - Bộ Siphonophorida Hoffman, 1980

  - Siêu bộ "Merocheta"
    - Bộ Polydesmida Pocock, 1887

  - Siêu bộ Nematophora
    - Chi cơ sở Hexecontasoma (hóa thạch)
    - Bộ Callipodida Bollman, 1893
    - Bộ Chordeumatida Koch, 1847
    - Bộ Stemmiulida Pocock, 1894

  - Siêu bộ Diplocheta
    - Bộ "Xyloiuloida" Cook, 1895 (hóa thạch)
    - Bộ Julida Brandt, 1833
    - Bộ Siphoniulida Cook, 1895
    - Bộ Spirobolida
    - Bộ Spirostreptida